# Guglielmo
Guglielmo  è un nome proprio di persona italiano maschile.

## Varianti
- Maschili: Gulielmo[1], Vilelmo, Villelmo, Villermo
  - Alterati: Guglielmino[1], Guglielmotto[1]
  - Ipocoristici: Elmo, Gughi, Gelmo, Gelmino, Gilmo, Ielmo, Gugli, Lemmo, Lemo, Memmo[1], Memo, Mino[1], Nelmo[1], Glielmo[1], Velmo, Velmino, Vilio, Zelmo, Zelmino
- Femminili: Guglielma[1], Guglielmina

### Varianti in altre lingue
- Bretone: Gwilherm[2]
- Catalano: Guillem[2]
- Ceco: Vilém[2]
- Croato: Vilim[2]
  - Ipocoristici: Vilko[2]
- Danese: Vilhelm[2]
- Esperanto: Vilhelmo[2]
- Estone: Villem[2]
- Finlandese: Viljami[2], Vilhelmi[2]
  - Ipocoristici: Ville, Vilho, Viljo[2]
- Francese: Guillaume[2][3]
- Francese antico: Willaume[3]
- Friulano: Vielm[4]
- Gallese: Gwilym[2], Gwilim[2], Gwillym[2]
- Germanico: Willahelm[2][3]
- Greco moderno: Γουλιέλμος (Goulielmos)
- Inglese: William[2][3]
  - Ipocoristici: Will[2], Liam[2]
- Irlandese: Uilliam[2]
  - Ipocoristici: Liam[2], Uilleag[2], Ulick[2]
- Islandese: Vilhjálmur[2]
- Latino: Guilielmus[1], Gulielmus[1]
- Lettone: Vilhelms[2]
  - Ipocoristici: Vilis[2]
- Ligure: Ghiggermo[5]
  - Ipocoristici: Ghigge, Ghiggermin, Mino, Momin[5], Golie[6]
- Lituano: Vilhelmas[2]
- Lussemburghese: Wöllem[2], Wullem[2]
  - Ipocoristici: Wum[2]
- Mannese: Illiam[2]
- Māori: Wiremu[2]
- Norvegese: Vilhelm[2]
- Olandese: Willem[2]
  - Ipocoristici: Jelle[2], Pim[2], Wim[2], Will[2]
- Polacco: Wilhelm[2]
- Portoghese: Guilherme[2]
- Scozzese: Uilleam[2]
- Slovacco: Viliam[2]
- Sloveno: Viljen[2]
- Spagnolo: Guillermo[2]
- Svedese: Vilhelm[2]
- Tedesco: Wilhelm[2]
  - Ipocoristici: Willi, Willy[2]
- Ungherese: Vilmos[2], Vilhelm[2]

## Origine e diffusione
Deriva dal nome germanico Willihelm o Willahelm, composto dagli elementi wil (o wilja, willio, "volontà", "desiderio") e helm (o helma, "elmo", "protezione"), di incerto significato complessivo; a volte viene interpretato come "elmo della volontà" o "colui al quale la volontà fa da difesa".
Giunto in Italia per tradizione francone, è documentato nelle forme medievali Guilihelmus, Guillelmus, Gulliemus, Guilgelmus e Wilielmus e negli ipocoristici Lemnus, Memmus, Welmus e Willus. In Inghilterra venne introdotto dai normanni, diffondendosi molto dopo che Guglielmo il Conquistatore prese il potere nel paese tanto da divenire il nome più usato fino a che non venne superato da John nel XIV secolo.
Le varianti Zelmo e Azelma sono caratteristiche dell'Emilia-Romagna, Memmo è toscano, mentre Gelmo e Gelma sono caratteristiche delle Venezie. Da queste ultime deriva inoltre il cognome Gelmini.

## Onomastico
L'onomastico può essere festeggiato in memoria di diversi santi e beati, alle date seguenti
- 1º gennaio, san Guglielmo da Volpiano, abate di San Benigno di Digione[10].
- 2 gennaio, beato Guglielmo Repin, sacerdote, capofila dei 99 martiri di Angers[10]
- 10 gennaio, san Guglielmo, vescovo di Bourges[7][10].
- 22 gennaio, beato Guillaume-Joseph Chaminade, sacerdote, fondatore dei Marianisti[10]
- 7 febbraio, beato Guglielmo de Léaval, sacerdote, pievano di Morgex
- 7 febbraio, beato Guglielmo Saultemouche, gesuita, uno dei martiri di Aubenas[10]
- 10 febbraio, san Guglielmo detto "il Grande", eremita a Malavalle[8]
- 29 marzo, san Guglielmo Tempier, vescovo di Poitiers[10]
- 2 aprile, beato Guglielmo Apor, vescovo di Győr e martire[10]
- 4 aprile, san Guglielmo Buccheri (o "di Scicli" o "da Noto"), eremita[10]
- 18 maggio, beato Guglielmo da Tolosa, agostiniano
- 23 maggio, san Guglielmo di Rochester, pellegrino e martire
- 29 maggio, beati Guglielmo Arnaud e dieci compagni, martiri
- 8 giugno, san Guglielmo, arcivescovo di York[10]
- 25 giugno, san Guglielmo da Vercelli (o di Montevergine), abate[7][10]
- 29 settembre, san Guglielmo Courtet, martire con altri compagni a Nagasaki[10]
- 19 dicembre, beato Guglielmo da Fenoglio, certosino

## Persone

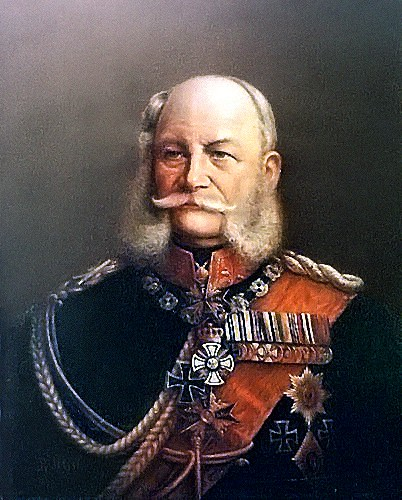
Guglielmo I di Germania

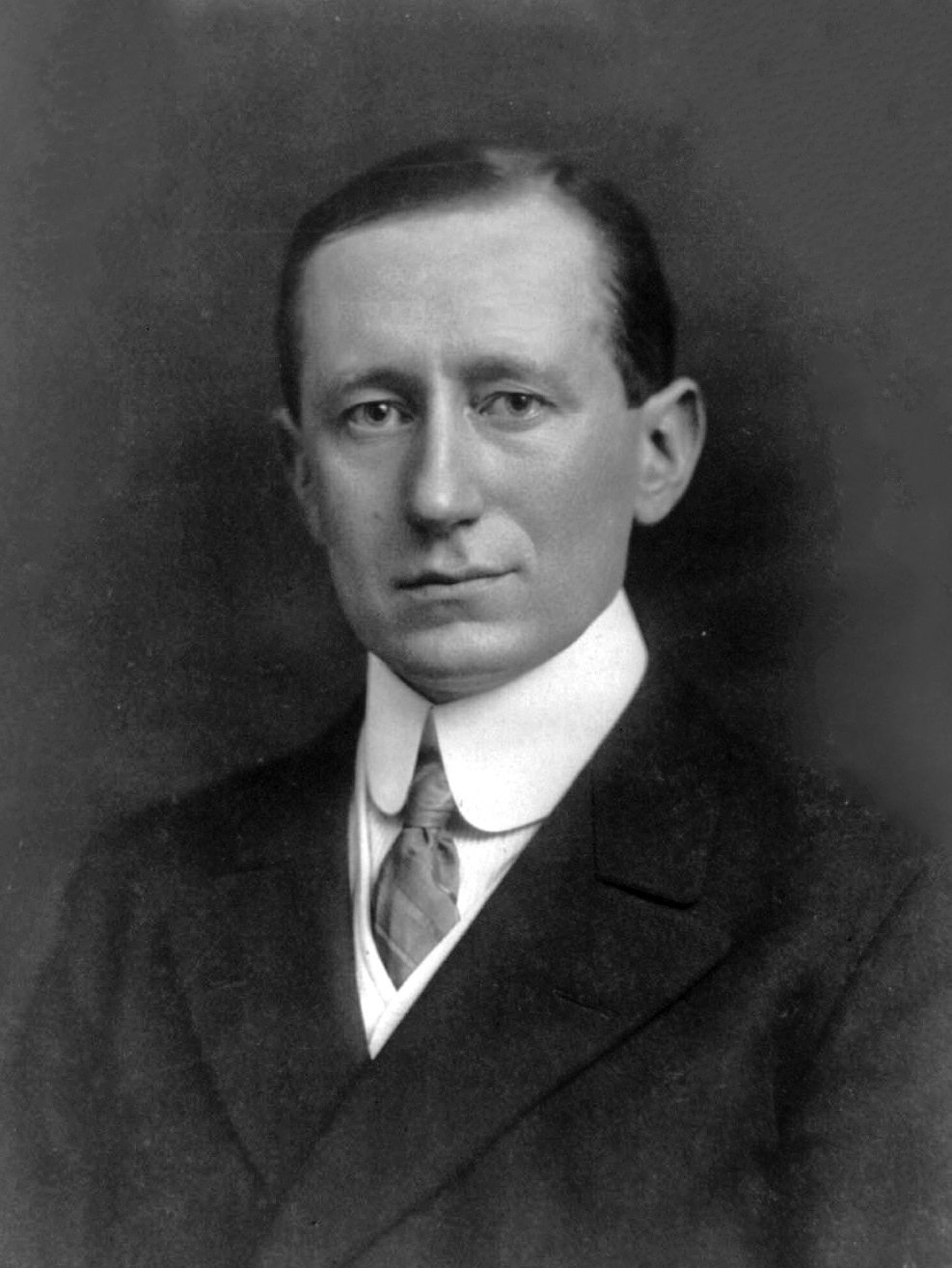
Guglielmo Marconi

- Guglielmo il Maresciallo, cavaliere inglese
- Guglielmo I di Germania, imperatore di Germania e re di Prussia
- Guglielmo II di Germania, imperatore di Germania e re di Prussia
- Guglielmo I d'Inghilterra, re d'Inghilterra e signore di Normandia
- Guglielmo III d'Inghilterra, re d'Inghilterra e d'Irlanda e re di Scozia
- Guglielmo di Ockham, religioso, teologo e filosofo e britannico
- Guglielmo I d'Orange, principe di Orange
- Guglielmo di Tiro, arcivescovo cattolico e storico francese
- Guglielmo Barnabò, attore italiano
- Guglielmo Cottrau, compositore napoletano di nascita francese
- Guglielmo Epifani, sindacalista e politico italiano
- Guglielmo Gabetto, calciatore italiano
- Guglielmo Giannini, giornalista, politico, scrittore, regista e drammaturgo italiano
- Guglielmo Koerner, chimico tedesco naturalizzato italiano
- Guglielmo Marconi, fisico, inventore e politico italiano
- Guglielmo Oberdan, patriota e irredentista italiano
- Guglielmo Pepe, patriota e generale italiano
- Guglielmo Scilla, conduttore radiofonico, attore, scrittore e video blogger italiano
- Guglielmo Tell, eroe nazionale svizzero

### Variante Guillermo

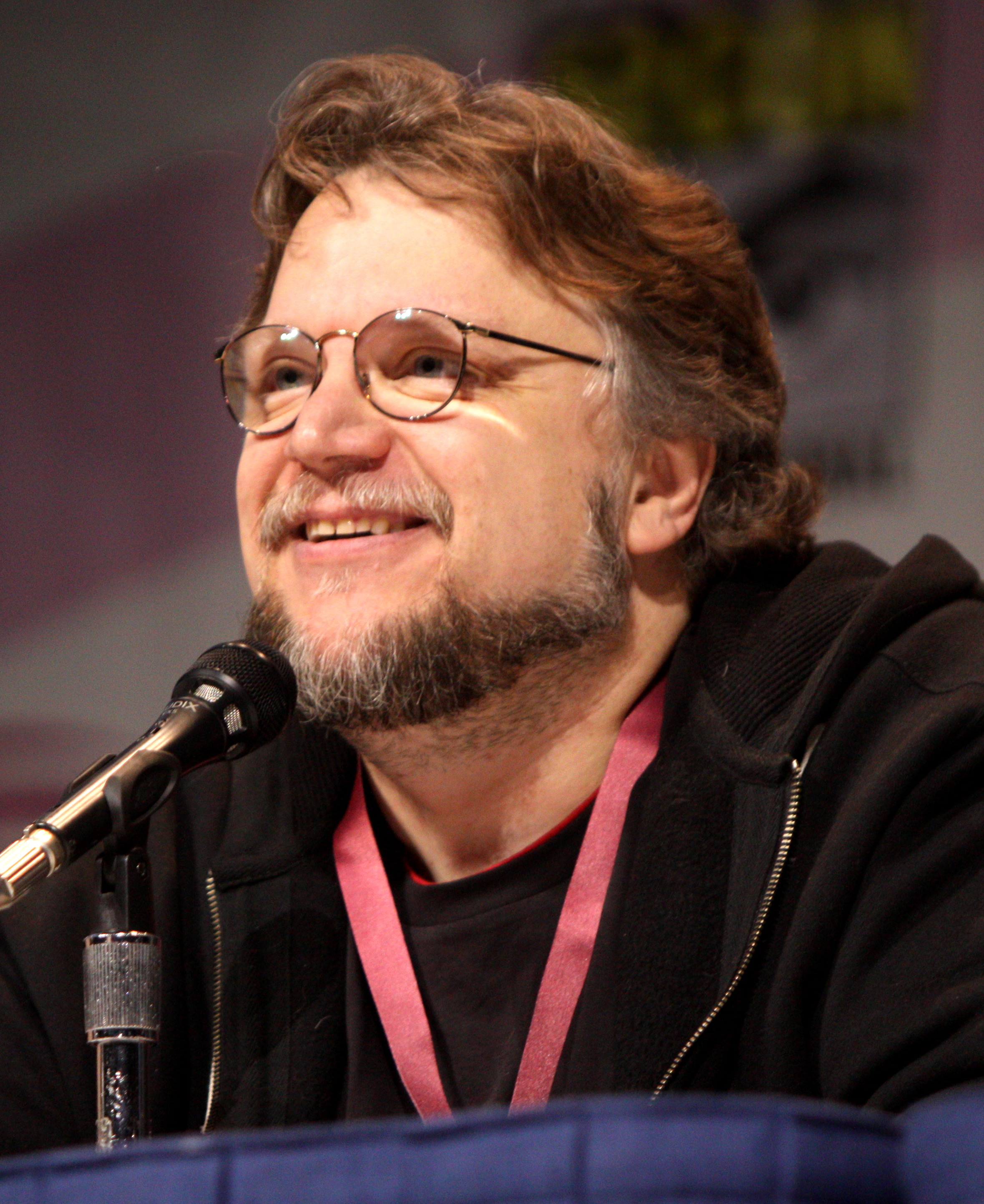
Guillermo del Toro

- Guillermo Botero, politico, diplomatico e imprenditore colombiano
- Guillermo del Toro, regista, sceneggiatore e produttore cinematografico messicano
- Guillermo Eleazar, poliziotto e prefetto filippino
- Guillermo Giacomazzi, calciatore uruguaiano
- Guillermo Rodríguez, calciatore uruguaiano
- Guillermo Saccomanno, scrittore argentino
- Guillermo Stábile, allenatore di calcio e calciatore argentino
- Guillermo Vilas, tennista argentino

### Variante Guilherme

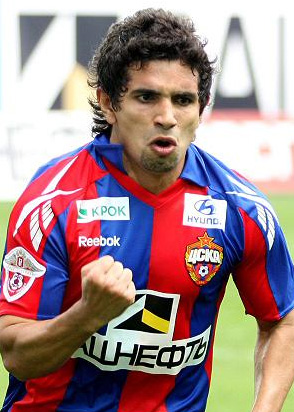
Guilherme Milhomem Gusmão

- Guilherme Arantes, cantante, pianista e musicista brasiliano
- Guilherme Costa Marques, calciatore brasiliano
- Guilherme Henriques de Carvalho, cardinale e patriarca cattolico portoghese
- Guilherme de Cássio Alves, calciatore brasiliano
- Guilherme Raymundo do Prado, calciatore brasiliano
- Guilherme dos Santos Torres, calciatore brasiliano
- Guilherme Fontes, attore brasiliano
- Guilherme Giovannoni, cestista brasiliano naturalizzato italiano
- Guilherme Milhomem Gusmão, calciatore brasiliano
- Guilherme Oliveira Santos, calciatore brasiliano
- Guilherme Siqueira, calciatore brasiliano

### Variante Guillaume

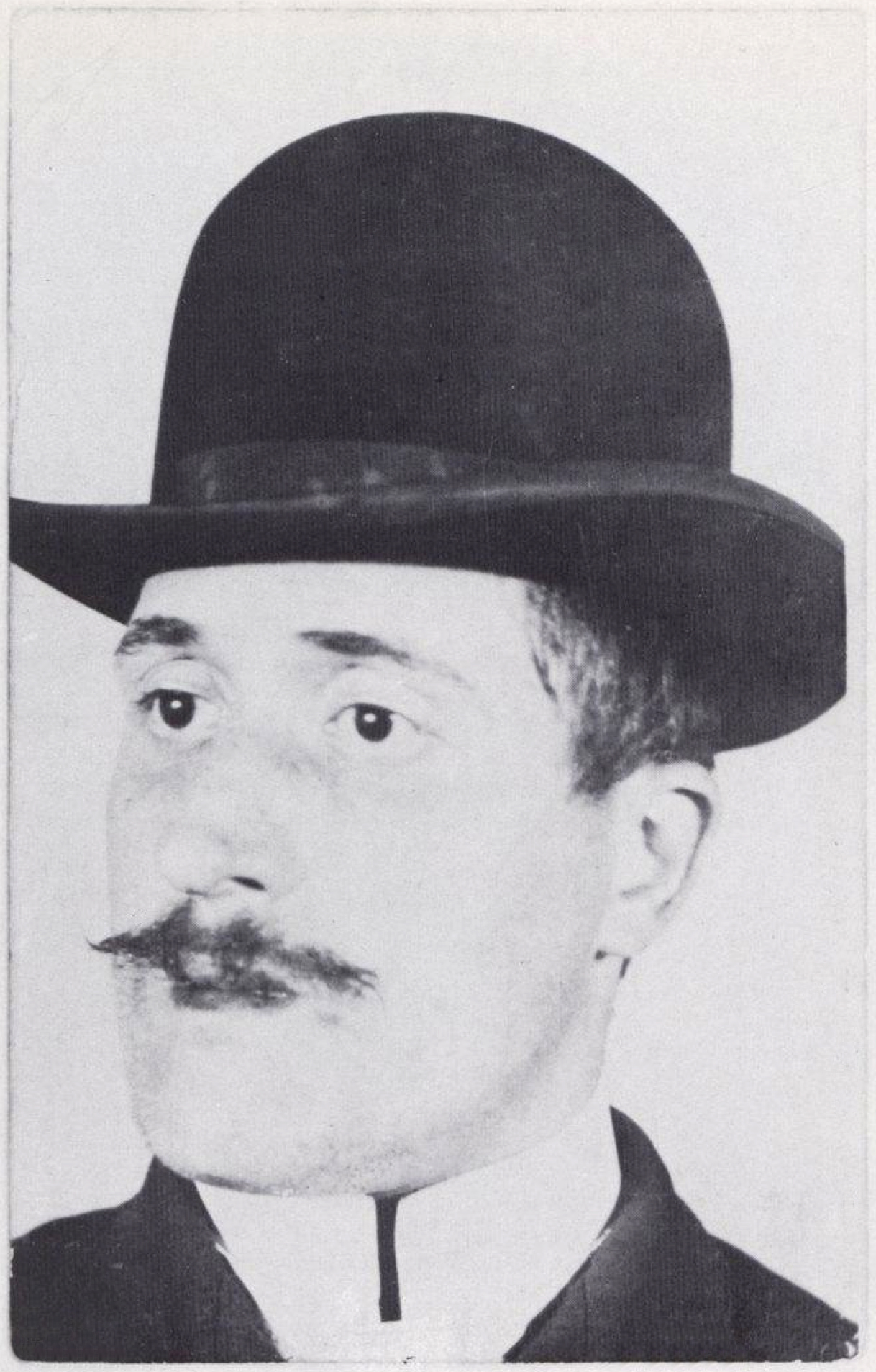
Guillaume Apollinaire

- Guillaume Apollinaire, poeta, scrittore, critico d'arte e drammaturgo francese
- Guillaume Canet, attore, regista e sceneggiatore francese
- Guillaume d'Estouteville, cardinale francese
- Guillaume de Machaut, poeta e compositore francese
- Guillaume de Marcillat, pittore e vetraio francese
- Guillaume Depardieu, attore francese
- Guillaume Dufay, compositore e teorico musicale franco-fiammingo
- Guillaume Farel, teologo francese
- Guillaume Musso, scrittore francese

### Variante Wilhelm

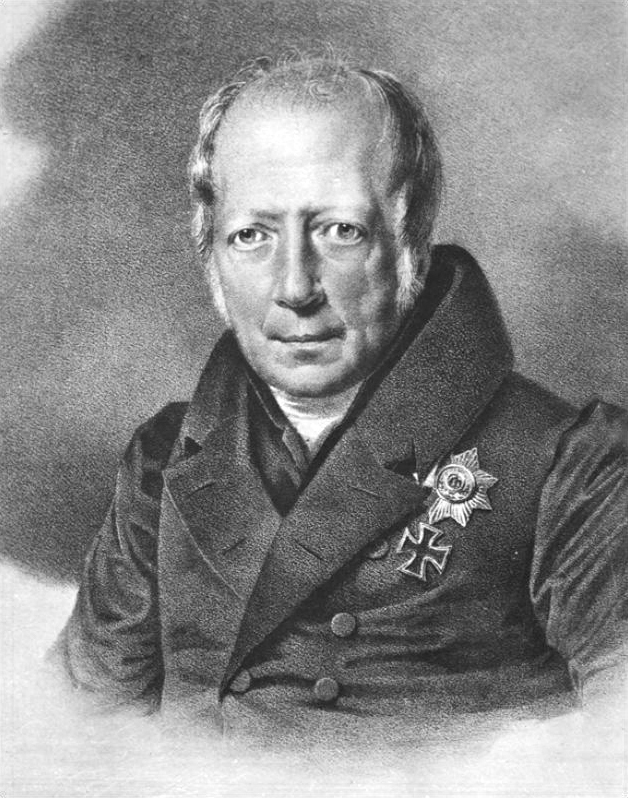
Wilhelm von Humboldt

- Wilhelm Furtwängler, direttore d'orchestra e compositore tedesco
- Wilhelm Kempff, pianista, organista e compositore tedesco
- Wilhelm Ostwald, chimico tedesco
- Wilhelm Peters, zoologo, esploratore e medico tedesco
- Wilhelm Reich, psichiatra austriaco
- Wilhelm Conrad Röntgen, fisico tedesco
- Wilhelm von Gloeden, fotografo tedesco
- Wilhelm von Humboldt, linguista, diplomatico e filosofo tedesco
- Wilhelm von Plüschow, fotografo tedesco
- Wilhelm Wien, fisico tedesco
- Wilhelm Wundt, psicologo, fisiologo e filosofo tedesco

### Variante Vilhelm
- Vilhelm Buhl, politico danese

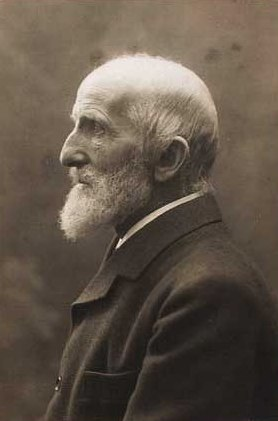
Vilhelm Valdemar Petersen

- Vilhelm Ekelund, poeta e scrittore svedese
- Vilhelm Hammershøi, pittore danese
- Vilhelm Pedersen, illustratore danese
- Vilhelm Valdemar Petersen, architetto danese
- Vilhelm Topsøe, scrittore danese
- Vilhelm Wolfhagen, calciatore danese

### Variante William

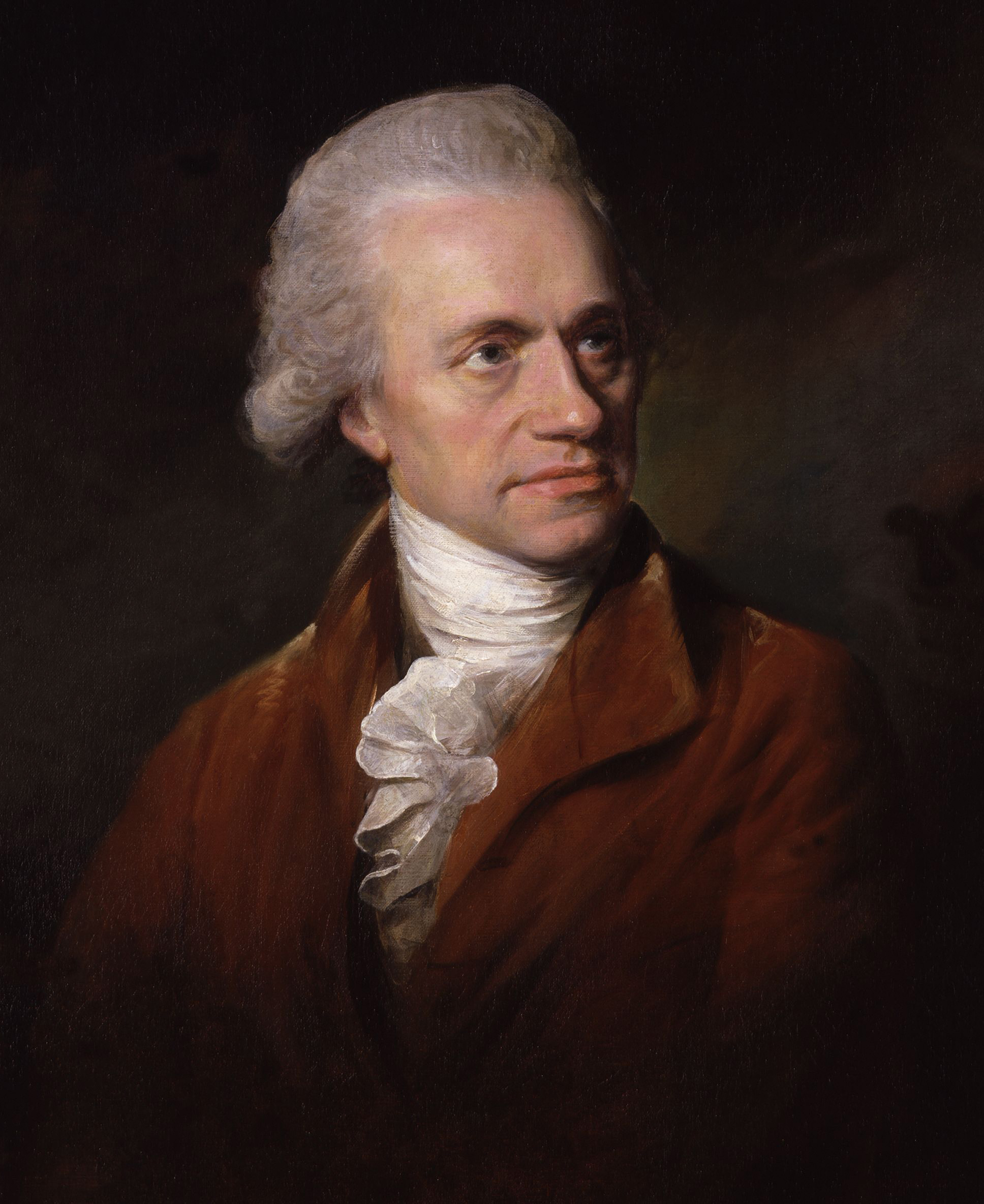
William Herschel

- William Blake, poeta, incisore e pittore britannico
- William-Adolphe Bouguereau, pittore francese
- William Golding, scrittore britannico
- William Hanna, regista, produttore televisivo e produttore cinematografico statunitense
- William Henry Harrison, politico statunitense
- William Herschel, astronomo, fisico e compositore britannico
- William Holden, attore statunitense
- William Hurt, attore statunitense
- William James, psicologo e filosofo statunitense
- William Shakespeare, drammaturgo e poeta britannico
- William Wallace, condottiero scozzese
- William Wyler, regista statunitense

### Variante Willem
- Willem Blaeu, cartografo e navigatore olandese
- Willem Dafoe, attore statunitense
- Willem de Kooning, pittore e scultore statunitense
- Willem Einthoven, fisiologo olandese
- Willem Janszoon, navigatore ed esploratore olandese
- Willem Sandberg, grafico olandese

### Altre varianti
- Lemmo Rossi-Scotti, pittore italiano
- Pim Fortuyn, politico olandese
- Gwilym Meirion Jenkins, statistico britannico
- Villem Kapp, compositore, organista e docente estone
- Viliam Široký, politico cecoslovacco
- Pim Verbeek, calciatore e allenatore di calcio olandese

## Il nome nelle arti
- Guglielmo da Baskerville è il protagonista di Umberto Eco del romanzo Il nome della rosa, e dell'omonimo film da esso tratto, diretto da Jean-Jacques Annaud.
- Guglielmo da Burnich è un personaggio dell'opera di Ludovico Ariosto Orlando Furioso.
- Guglielmo Bertone è il nome del protagonista dell'episodio Guglielmo il dentone del film del 1965 I complessi.
- Guglielmo Borsiere è il nome di un fiorentino vissuto nel Medioevo, che appare come personaggio della Divina Commedia.
- Guglielmo Caputo è un personaggio della commedia di Eduardo De Filippo Le bugie con le gambe lunghe.
- Guglielmo Speranza è il protagonista della commedia di Eduardo De Filippo Gli esami non finiscono mai.
- Wilhelm Meister è il protagonista del romanzo di Goethe Gli anni di apprendistato di Wilhelm Meister.
- Guglielmo Ratcliff è il protagonista dell'omonima opera lirica di Pietro Mascagni.
- Si chiama urlo Wilhelm un effetto sonoro cinematografico costituito da un acuto urlo di una persona che viene colpita o uccisa da qualcosa, che prende il nome da un personaggio così chiamato del film di Gordon Douglas L'indiana bianca.
- William "Bill" Weasley è un personaggio della serie di romanzi e film Harry Potter, creata da J. K. Rowling.
- Guillermo "Guille" , meglio noto in Italia come Nando, è il fratello minore di Mafalda, personaggi inventati da Quino.
- Bill Spencer Jr. è uno dei personaggi della soap opera statunitense Beautiful.
- Guillaume è uno dei vampiri boss nel videogioco arcade Vampire Night.
- William Afton è uno dei principali antagonisti di Five Nights at Freddy's.
- William Dalton è un personaggio della serie animata I Dalton e antagonista di Lucky Luke.